# Соболев, Василий Яковлевич
Василий Яковлевич Соболев — советский хозяйственный и политический деятель.

## Биография
Родился в 1924 году в деревне Белогорнойка. Член КПСС с 1945 года.
В 1939—1946 гг. — тракторист Саянской МТС, бригадир тракторной бригады, механик-контролёр, заведующий мастерской Саянской МТС.
Окончил Куйбышевский техникум механизации сельского хозяйства и одновременно курсы руководящих работников МТС при Новосибирском сельскохозяйственном институте, Красноярский сельскохозяйственный институт.
В 1950—1958 гг. — директор Бартатской машинно-тракторной станции.
В 1958—1962 гг. — председатель Краснотуранского райисполкома, первый секретарь Краснотуранского райкома КПСС.
В 1962—1967 гг. — начальник Канского территориального колхозно-совхозного управления.
В 1967—1975 гг. — начальник Красноярского краевого управления сельского хозяйства.
Избирался депутатом Верховного Совета СССР 4-го созыва. Делегат XXIII съезда КПСС.
Умер в Красноярске после 1983 года.

## Награды
- Орден Ленина (1957, 1966)
- Орден Трудового Красного Знамени (1975)